# Tiroteo escolar de Eppstein
El Tiroteo escolar de Eppstein fue un tiroteo escolar ocurrido el 3 de junio de 1983 en la Freiherr-vom-Stein Gesamtschule de Eppstein, Alemania Occidental. El pistolero, Karel Charva, de 34 años, mató a tres alumnos, un profesor y un agente de policía, e hirió a otras 14 personas con dos pistolas semiautomáticas, antes de suicidarse.

## Tiroteo
Alrededor de las 7:20 a. m., Charva alquiló una furgoneta VW en una agencia de alquiler de coches de Fráncfort y se supone que recorrió la zona en busca de una escuela que diera clases ese día, ya que muchas estaban cerradas por ser festivo. Así pues, se supone que fue pura casualidad que acabara en la Freiherr-vom-Stein Gesamtschule de Eppstein, a unos 30 kilómetros de Fráncfort.
Charva estaciono su coche cerca de la escuela y dejó 160 cartuchos, una bolsa y unas esposas. Luego entró en el edificio con dos pistolas semiautomáticas, una Smith & Wesson Modelo 59 de 9×19 mm y una Astra de calibre 7,65 mm, así como siete cargadores adicionales.
Alrededor de las 10:45 a. m. llegó al aula 213, donde Franz-Adolf Gehlhaar enseñaba inglés a una clase de sexto curso. Charva disparó a Gehlhaar, sin acertar, e inmediatamente salió del aula, para volver a entrar. Cuando Gehlhaar se enfrentó al pistolero, éste le dijo que no disparara a los niños, sino que se lo llevara a él. Disparó siete tiros contra el profesor, alcanzándole en el estómago, la cara y el brazo izquierdo. En cuanto Gehlhaar quedó tendido en el suelo gravemente herido, Charva empezó a disparar a los niños, matando a tres de ellos e hiriendo a otros trece, cuatro de ellos de gravedad. Alarmado por los disparos, el profesor Hans-Peter Schmitt entró corriendo en el aula, intentando ayudar, pero también fue abatido, al igual que Gisbert Beck, un agente de policía desarmado que se encontraba en la escuela instruyendo a los alumnos sobre seguridad vial.
Cuando la policía llegó al lugar intentó calmar a Charva, pero el pistolero se limitó a gritarles y siguió disparando. Hacia las 11:15 a. m., Charva se retiró a un aula situada frente a la clase de inglés donde había comenzado el ataque y se suicidó disparándose en la boca. La autopsia de su cadáver demostró posteriormente que había actuado bajo los efectos del alcohol.
En total, Charva había efectuado unos cuarenta disparos, mató a 5 personas e hirió a otras 14. Además, 30 niños sufrieron conmoción.
En un principio, hubo cierta confusión sobre la posibilidad de que Charva conociera al profesor herido, ya que poco antes de iniciarse el tiroteo alguien había preguntado por Gehlhaar, aunque más tarde se comprobó que esa persona no era el pistolero.

## Víctimas
Las cinco personas asesinadas por Charva son:
- Javier Martinez, 11
- Stephanie Hermann, 12
- Gabriele Siebert, 12
- Hans-Peter Schmitt, 36, maestro
- Gisbert Beck, 45, oficial de policía

## Perpetrador
Karel Charva, natal de Praga, Checoslovaquia y seguidor de Alexander Dubček, huyó a Alemania Occidental en 1968, cuando la intervención liderada por los soviéticos puso fin a la Primavera de Praga. Tras vivir un tiempo en el campo de Zirndorf, en 1971 obtuvo el estatuto de refugiado político. Declarando que era psicólogo y que quería ser profesor, Charva se trasladó a Mörfelden-Walldorf y más tarde a Darmstadt, donde empezó a trabajar como taxista para una empresa de taxis de Fráncfort. En 1976 fue detenido y condenado por aflojar las tuercas de las ruedas delanteras de dos coches. Aunque se desconocen los motivos de este acto, se sugirió que podría haber tenido una motivación política.
Residente en Fráncfort desde 1981, donde encontró trabajo como guardia de seguridad, Charva era conocido por sus vecinos como una persona solitaria y muy reservada, que pasaba noches enteras tecleando en su máquina de escribir y estudiando química y matemáticas, al parecer para ser profesor. También era miembro de un club de tiro local y compró legalmente las dos armas utilizadas en el tiroteo de 1981. En las últimas semanas de su vida se le describía como una persona cada vez más agresiva.
Aún se desconoce el motivo del tiroteo de Charva, aunque se especuló con que la ira contenida y la frustración por no haber podido llevar a buen puerto sus intentos de obtener el título de profesor podrían haber sido una de las causas.